# Снэрс
Снэрс (англ. The Snares, маори Tini Heke) — группа необитаемых островов и скал в 200 км южнее Южного острова Новой Зеландии и острова Стьюарт. Площадь островов — 3,41 км².
Эта группа островов считается новозеландскими Внешними островами и является территорией Новой Зеландии, однако она не считается частью какого-либо региона или округа, а находится в непосредственном управлении специального органа — англ. Area Outside Territorial Authority.
Кроме того, остров является частью Всемирного наследия ЮНЕСКО в составе субантарктических островов Новой Зеландии.

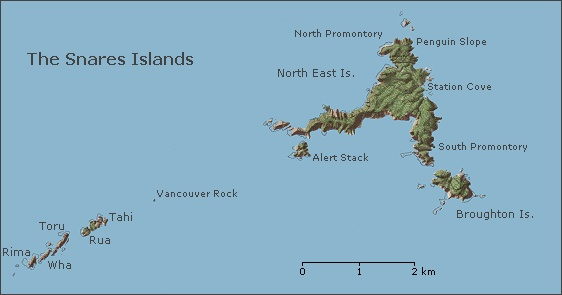
Острова Снэрс

## География
- Остров Норт-Ист-Айленд (North East Island) — 48°01′ ю. ш. 166°36′ в. д.HGЯO, площадь — 2,8 км², наивысшая точка — 130 м.
- Остров Бротон (Broughton Island) — 48°02′10″ ю. ш. 166°37′00″ в. д.HGЯO, наивысшая точка — 86 м.
- Острова Уэстерн-Чейн (Western Chain Islands) — 48°03′00″ ю. ш. 166°30′30″ в. д.HGЯO, наивысшая точка — 44 м.

Ближайший крупный остров — Стьюарт — находится примерно в 100 км к северо-востоку. Острова известны популяциями эндемиков — снэрского хохлатого пингвина и подвида оклендского вальдшнепа. Также это самый южный остров Новой Зеландии, покрытый лесом.
Вблизи островов расположен подводный кратер Махуика.